# Championnat de Libye de football 2017-2018
Navigation
Saison précédente Saison suivante
La saison 2017-2018 du Championnat de Libye de football est la quarante-sixième édition du championnat de première division libyenne. Vingt-huit clubs prennent part au championnat organisé par la fédération. Les équipes sont réparties en quatre poules de sept où elles rencontrent leurs adversaires deux fois au cours de la saison. À l'issue des matchs aller, les quatre premiers de groupe s'affrontent pour déterminer les qualifiés pour la Ligue des champions et pour la Coupe de la confédération. À la fin des rencontres de poules, le dernier de chaque poule est relégué, les 6e s'affrontent en barrage de relégation tandis que le premier se qualifie pour la poule pour le titre.
C'est le club d'Al Nasr Benghazi qui est sacré cette saison après avoir terminé en tête de la poule finale, devant Al Ahly Benghazi SC et Al Ahly Tripoli. Il s'agit du second titre de champion de Libye de l'histoire du club, après celui remporté en 1987.

## Les clubs participants
- Al Madina
- Khaleej Syrte
- Al Hilal Benghazi
- Al Tahaddy Benghazi
- Al Wahda Tripoli
- Al Shat Tripoli
- Al Olympic Zaouia
- Asswehly Sports Club
- Al Tersana Tripoli
- Al Nasr Benghazi
- Al Ahly Benghazi SC
- Al Ahly Tripoli
- Alakhdhar SC
- Al-Ittihad Tripoli
- Al Nejma Benghazi
- Darnes Darnah
- Al Charara
- Al Mahalla
- Shabab Al-Jabal
- Al-Ta'awon
- Abe Al-Ashhar
- Al-Anwar - Promu de D2
- Al-Korthabea - Promu de D2
- Ngom Ajdabya - Promu de D2
- Al-Andalus - Promu de D2
- Al-Ittihad Misrata - Promu de D2
- Al-Khums - Promu de D2
- Rafik Sorman - Promu de D2

## Compétition
L'ensemble des classements utilise le barème suivant :
- Victoire : 3 points
- Match nul : 1 point
- Défaite : 0 point

### Première phase
| Rang | Équipe              | Pts | J  | G | N | P  | Bp | Bc | Diff |
| ---- | ------------------- | --- | -- | - | - | -- | -- | -- | ---- |
| 1    | Al Ahly Benghazi SC | 30  | 12 | 9 | 3 | 0  | 24 | 6  | +18  |
| 2    | Al Hilal Benghazi   | 24  | 12 | 7 | 3 | 2  | 21 | 12 | +9   |
| 3    | Al-Ta'awon          | 22  | 12 | 6 | 4 | 2  | 20 | 12 | +8   |
| 4    | Al-Anwar            | 15  | 12 | 4 | 3 | 5  | 11 | 18 | -7   |
| 5    | Darnes Darnah       | 13  | 12 | 3 | 4 | 5  | 10 | 10 | 0    |
| 6    | Al Nejma Benghazi   | 10  | 12 | 3 | 1 | 8  | 14 | 20 | -6   |
| 7    | Al-Korthabea        | 2   | 12 | 0 | 2 | 10 | 8  | 30 | -22  |

| Rang | Équipe               | Pts | J  | G  | N | P  | Bp | Bc | Diff |
| ---- | -------------------- | --- | -- | -- | - | -- | -- | -- | ---- |
| 1    | Al-Ittihad Tripoli   | 36  | 12 | 11 | 1 | 0  | 33 | 4  | +29  |
| 2    | Asswehly Sports Club | 24  | 12 | 7  | 3 | 2  | 17 | 9  | +8   |
| 3    | Al Olympic Zaouia    | 20  | 12 | 5  | 5 | 2  | 10 | 6  | +4   |
| 4    | Al-Ittihad Misrata   | 15  | 12 | 3  | 6 | 3  | 12 | 12 | 0    |
| 5    | Al Shat Tripoli      | 11  | 12 | 3  | 2 | 7  | 12 | 17 | -5   |
| 6    | Al Tersana Tripoli   | 8   | 12 | 2  | 2 | 8  | 7  | 21 | -14  |
| 7    | Al Charara           | 4   | 12 | 1  | 1 | 10 | 4  | 26 | -22  |

| Rang | Équipe              | Pts | J  | G | N | P | Bp | Bc | Diff |
| ---- | ------------------- | --- | -- | - | - | - | -- | -- | ---- |
| 1    | Al Nasr Benghazi    | 26  | 12 | 8 | 2 | 2 | 21 | 10 | +11  |
| 2    | Al Tahaddy Benghazi | 25  | 12 | 8 | 1 | 3 | 18 | 10 | +8   |
| 3    | Alakhdhar SC        | 19  | 12 | 5 | 4 | 3 | 14 | 11 | +3   |
| 4    | Khaleej Syrte       | 17  | 12 | 4 | 5 | 3 | 14 | 11 | +3   |
| 5    | Shabab Al-Jabal     | 14  | 12 | 3 | 5 | 4 | 11 | 12 | -1   |
| 6    | Ngom Ajdabya        | 9   | 12 | 2 | 3 | 7 | 8  | 17 | -9   |
| 7    | Al-Andalus          | 4   | 12 | 0 | 4 | 8 | 7  | 22 | -15  |

| Rang | Équipe            | Pts | J  | G | N | P | Bp | Bc | Diff |
| ---- | ----------------- | --- | -- | - | - | - | -- | -- | ---- |
| 1    | Al Ahly Tripoli T | 26  | 12 | 7 | 5 | 0 | 24 | 8  | +16  |
| 2    | Al Madina         | 25  | 12 | 7 | 4 | 1 | 20 | 8  | +12  |
| 3    | Al Wahda Tripoli  | 16  | 12 | 4 | 4 | 4 | 10 | 8  | +2   |
| 4    | Al-Khums          | 15  | 12 | 4 | 3 | 5 | 9  | 10 | -1   |
| 5    | Al Mahalla        | 10  | 12 | 2 | 4 | 6 | 11 | 23 | -12  |
| 6    | Rafik Sorman      | 10  | 12 | 2 | 4 | 6 | 12 | 24 | -12  |
| 7    | Abe Al-Ashhar     | 9   | 12 | 1 | 6 | 5 | 8  | 13 | -5   |

### Qualifications continentales 2018
Les rencontres se jouent entre les quatre premiers de groupe, à l'issue des rencontres aller. Le vainqueur se qualifie pour la Ligue des champions 2018, le finaliste pour la Coupe de la confédération 2018.

#### Demi-finales
| Équipe 1            | Résultat | Équipe 2            |
| ------------------- | -------- | ------------------- |
| Al Ahly TripoliT    | 0 - 2    | Al Tahaddy Benghazi |
| Al Ahly Benghazi SC | 1 - 2    | Al-Ittihad Tripoli  |

#### Finale
| 25 novembre 2017 | Al-Ittihad Tripoli | 1 - 2 | Al Tahaddy Benghazi | Emssaed Stadium |  |
|                  |                    |       |                     |                 |  |

### Poule de relégation
Les clubs ayant terminé avant-dernier de leur groupe se retrouvent en poule de relégation, où ils s'affrontent à deux reprises. Les deux derniers à l'issue des rencontres sont relégués en deuxième division.
| Rang | Équipe             | Pts | J | G | N | P | Bp | Bc | Diff |  | Résultats (▼ dom., ► ext.) | Raf | Ngo | Nej | Ter |
| ---- | ------------------ | --- | - | - | - | - | -- | -- | ---- |  | -------------------------- | --- | --- | --- | --- |
| 1    | Rafik Sorman       | 11  | 6 | 3 | 2 | 1 | 7  | 4  | +3   |  | Rafik Sorman               |     | 0-1 | 1-0 | 3-1 |
| 2    | Ngom Ajdabya       | 10  | 6 | 3 | 1 | 2 | 10 | 10 | 0    |  | Ngom Ajdabya               | 1-1 |     | 2-3 | 2-4 |
| 3    | Al Nejma Benghazi  | 9   | 6 | 3 | 0 | 3 | 9  | 8  | +1   |  | Al Nejma Benghazi          | 0-1 | 3-2 |     | 2-0 |
| 4    | Al Tersana Tripoli | 4   | 6 | 1 | 1 | 4 | 6  | 10 | -4   |  | Al Tersana Tripoli         | 1-1 | 1-2 | 2-0 |     |

| Qualifications et relégations | Qualifications et relégations           |
| ----------------------------- | --------------------------------------- |
|                               | Relégation directe en deuxième division |

### Poule pour le titre
Les clubs ayant terminé premier de leur groupe se retrouvent en poule pour le titre, où ils s'affrontent à deux reprises. 
| Rang | Équipe              | Pts | J | G | N | P | Bp | Bc | Diff |  | Résultats (▼ dom., ► ext.) | Nasr | AhlB | AhlT | Itti |
| ---- | ------------------- | --- | - | - | - | - | -- | -- | ---- |  | -------------------------- | ---- | ---- | ---- | ---- |
| 1    | Al Nasr Benghazi    | 11  | 6 | 3 | 2 | 1 | 8  | 6  | +2   |  | Al Nasr Benghazi           |      | 1-0  | 1-1  | 2-0  |
| 2    | Al Ahly Benghazi SC | 8   | 6 | 2 | 2 | 2 | 7  | 5  | +2   |  | Al Ahly Benghazi SC        | 2-0  |      | 1-1  | 2-0  |
| 3    | Al Ahly Tripoli     | 7   | 6 | 1 | 4 | 1 | 8  | 8  | 0    |  | Al Ahly Tripoli            | 1-2  | 1-1  |      | 1-1  |
| 4    | Al-Ittihad TripoliC | 5   | 6 | 1 | 2 | 3 | 7  | 11 | -4   |  | Al-Ittihad TripoliC        | 2-2  | 2-1  | 2-3  |      |

| Qualifications et relégations | Qualifications et relégations                            |
| ----------------------------- | -------------------------------------------------------- |
|                               | Qualification pour la Ligue des champions de la CAF 2015 |
|                               | Qualification pour la Coupe de la confédération 2015     |
|                               | C : Vainqueur de la Coupe de Libye                       |

## Bilan de la saison
| Championnat de Libye de football 2017-2018 |                                                                                       |
| Champion                                   | Al Nasr Benghazi (2e titre)                                                           |
| Coupes et trophées                         |                                                                                       |
| Vainqueur de la Coupe de Libye 2017-2018   | Al-Ittihad Tripoli                                                                    |
| Qualifications continentales               |                                                                                       |
| Ligue des champions de la CAF 2018-2019    | Al Nasr Benghazi                                                                      |
| Ligue des champions de la CAF 2018-2019    | Al Ahly Benghazi SC                                                                   |
| Coupe de la confédération 2018-2019        | Al Ahly Tripoli                                                                       |
| Coupe de la confédération 2018-2019        | Al-Ittihad Tripoli                                                                    |
| Ligue des champions de la CAF 2018         | Al Tahaddy Benghazi                                                                   |
| Coupe de la confédération 2018             | Al-Ittihad Tripoli                                                                    |
| Promotions et relégations                  |                                                                                       |
| Promus en Premier League                   | Al-Sadaqa Abu Salim                                                                   |
| Relégués en Second Division                | Al Tersana Tripoli Al Nejma Benghazi Al Charara Abe Al-Ashhar Al-Korthabea Al-Andalus |